# Puccinia satyrii
Puccinia satyrii är en svampart som beskrevs av P. Syd. & Syd. 1903. Puccinia satyrii ingår i släktet Puccinia och familjen Pucciniaceae.   Inga underarter finns listade i Catalogue of Life.